# Aéroport de Teresina
L'aéroport de Teresina – Senador Petrônio Portella (code IATA : THE • code OACI : SBTE) est l'aéroport de la ville de Teresina au Brésil. Depuis le 22 décembre 1999, il est nommé d'après Petrônio Portella Nunes (1925-1980), un ancien maire de Teresina, Gouverneur de Piauí, Sénateur et Ministre de la Justice, qui a joué un rôle clé dans la préparation de la fin du gouvernement militaire brésilien.
Il est exploité par Infraero.

## Historique
L'aéroport a été inauguré le 30 septembre 1967 et, depuis le 23 décembre 1974, il est exploité par Infraero. Il a subi des rénovations majeures entre 1998 et 2001 (terminal des passagers, piste et construction d'une nouvelle tour de contrôle).

## Situation
| \| 200 km1:42 212 000 \| São Paulo-Guarulhos São Paulo-Congonhas Brasília Rio-Galeão Belo Horizonte Campinas Rio-Santos-Dumont Recife Porto Alegre Salvador Fortaleza Curitiba Florianópolis Belém Vitória Goiânia Manaus Navegantes |
| 200 km1:42 212 000 |

## Statistiques
Pour des raisons techniques, il est temporairement impossible d'afficher le graphique qui aurait dû être présenté ici.

Voir la requête brute et les sources sur Wikidata.

## Compagnies aériennes et destinations
| Compagnies              | Destinations                                                                       |
| ----------------------- | ---------------------------------------------------------------------------------- |
| Azul Brazilian Airlines | - Belém, - Belo Horizonte, - Fortaleza, - Recife, - São Luís, - São Paulo/Campinas |
| Gol Airlines            | Brasília, São Paulo/Guarulhos                                                      |
| LATAM Brasil            | Brasília, Fortaleza, São Paulo/Guarulhos                                           |

## Accès
L'aéroport est situé à 5km du centre-ville de Teresina.